# 霍伊韦勒
霍伊韦勒是德国巴登-符腾堡州的一个市镇。总面积4.03平方公里，总人口1115人，其中男性541人，女性574人（2011年12月31日），人口密度277人/平方公里。